# Carl Hunisch
Carl Hunisch, vollständiger Name auch Johann Karl Hunisch (geboren 1784; gestorben 1853) war ein deutscher Historien- und Porträtmaler.

## Leben und Werk

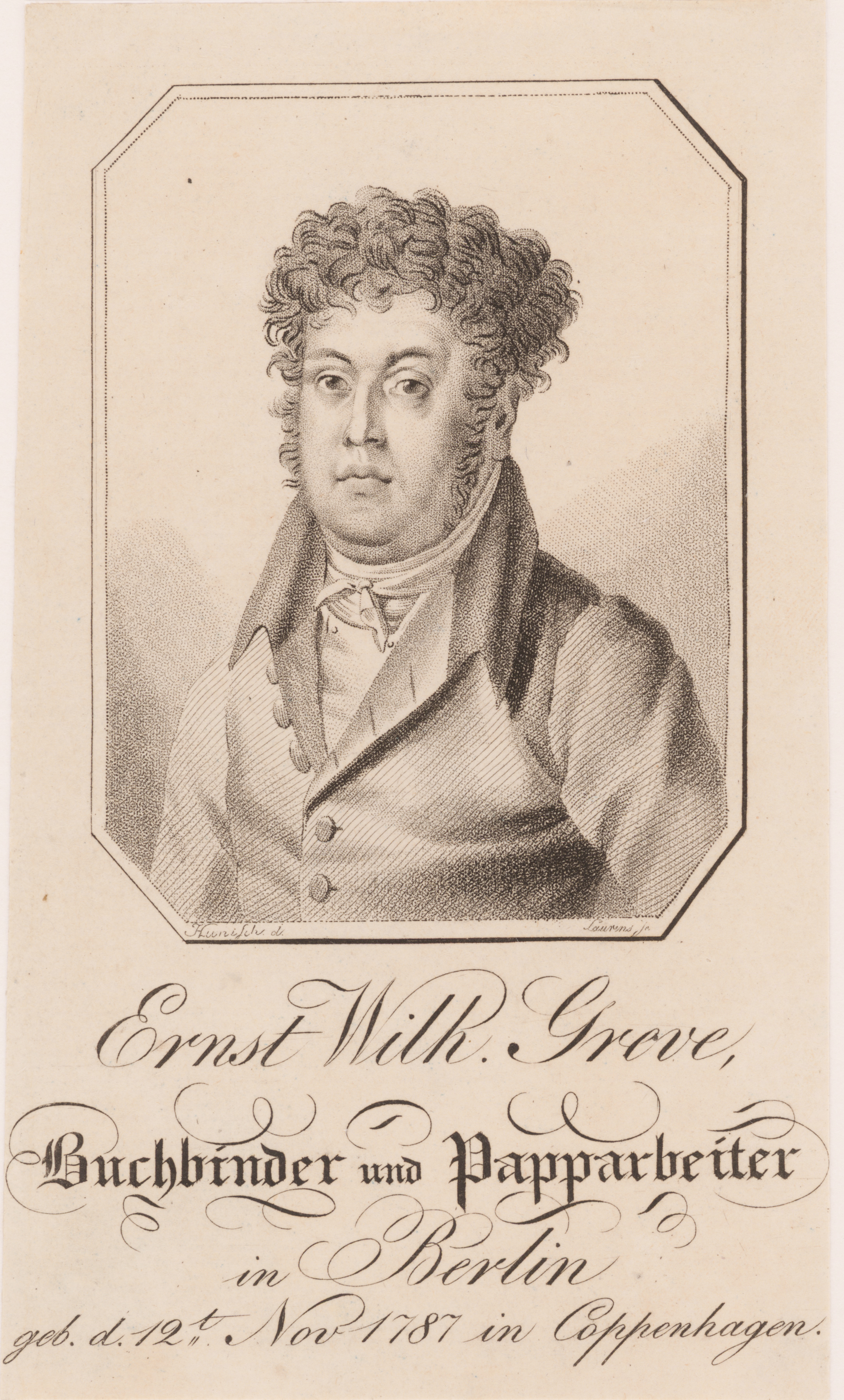
Porträt des Ernst Wilhelm Greve;
Punktierstich von Johann Daniel Laurenz jr. nach Hunisch.

Hunisch war insbesondere in Berlin tätig, wo er 1836 und 1839 die Ausstellungen der Königlich Preußischen Akademie der Künste mit einigen seiner Werke beschickte, neben verschiedenen Porträts auch sein Gemälde Cimon und seine Tochter im Gefängnis.
1942 suchte der Fabrikbesitzer Johannes Hunisch aus Breslau zwecks Familienforschung nach weiteren Angaben zur Biographie des Malers.